# FOK!
Pour les articles homonymes, voir FOK.
FOK! est un site Internet et une communauté virtuelle active mettant à jour de diverses informations comme des nouveautés, des entrevues et des sondages. Le site a été fondé par Danny Roodbol, et est l'une des plus grandes communautés sur Internet aux Pays-Bas.  Le groupe utilisateur de son forum est varié et la plupart des contenus exposés s'adressent à un public jeune. Actuellement, le site compte 499 000 identifiants créés et les messages des forums en recensent plus 203 000 000.